# Rombusz

Rombusz

A geometriában a rombusz olyan négyszög, melynek minden oldala egyenlő hosszú.
A rombusz szemközti oldalai párhuzamosak és szemközti szögei egyenlőek, ezért a paralelogramma speciális esete, szomszédos oldalai egyenlő hosszúak, ezért a deltoid speciális esete is – így érintőnégyszög. A rombusz átlói egymásra merőlegesek és felezik egymást. A szemközti szögeket felezik az átlók.

## Szimmetriatulajdonságok
A rombusz tengelyesen szimmetrikus alakzat, szimmetriatengelyei az átlói. Ezenkívül a középpontja körüli 180°-os elforgatás (azaz a középpont körüli középpontos tükrözés) is saját magába képezi, ezért szimmetriacsoportja négyelemű:
- tükrözés az egyik átlóra,
- tükrözés a másik átlóra,
- forgatás (180°-os a középpont körül),
- helybenhagyás (identitás)

Ezek a leképezések nem mást alkotnak mint a {\displaystyle D_{2}} diédercsoportot, ami más néven a Klein-féle csoport. A rombusz tehát ugyanazokkal a szimmetriatulajdonságokkal rendelkezik, mint a téglalap. Szimmetriacsoportja tehát azonos a téglalapéval: a D2 Klein-csoport és egymás duálisai, egyikük csúcsai a másik oldalainak felel meg. A síkbeli rombusz 5 szabadsági fokkal rendelkezik: egy az alak (azaz: az oldalak szöge), egy a nagyság, egy az állásszög és kettő a hely.

## Képletek
| A rombuszra vonatkozó képletek    | A rombuszra vonatkozó képletek                                                                       | A rombuszra vonatkozó képletek |
| --------------------------------- | --- | ------------------------------ |
| Terület (az átlókkal)             | {\displaystyle T\,=\,{\frac {e\cdot f}{2}}={\frac {{\overline {AC}}\cdot {\overline {BD}}}{2}}}      |                                |
| Terület (oldalakkal és szögekkel) | {\displaystyle T\,=\,a^{2}\cdot \sin \alpha =a^{2}\cdot \sin \beta }                                 |                                |
| Kerület                           | {\displaystyle K\,=\,4a}                                                                             |                                |
| Átló (egyik)                      | {\displaystyle e\,=\,2\cdot a\cdot \cos {\frac {\alpha }{2}}=2\cdot a\cdot \sin {\frac {\beta }{2}}} |                                |
| Átló (másik)                      | {\displaystyle f\,=\,2\cdot a\cdot \sin {\frac {\alpha }{2}}=2\cdot a\cdot \cos {\frac {\beta }{2}}} |                                |
| Beírt kör sugara                  | {\displaystyle \rho \,=\,{\frac {1}{2}}\cdot a\cdot \sin \alpha }                                    |                                |
| Oldalhossz                        | {\displaystyle a\,}                                                                                  |                                |
| A-nál lévő szög                   | {\displaystyle \alpha \,}                                                                            |                                |
| B-nél lévő szög                   | {\displaystyle \beta \,}                                                                             |                                |
| Átlók                             | {\displaystyle e={\overline {AC}};\quad f={\overline {BD}}}                                          |                                |

## Eredete
A rombusz szó eredete a görög „forgó tárgy” szóra vezethető vissza. 